# Neštěmice
Neštěmice jsou část města Ústí nad Labem, bývalé město, hlavní část městského obvodu Ústí nad Labem-Neštěmice.

## Historie

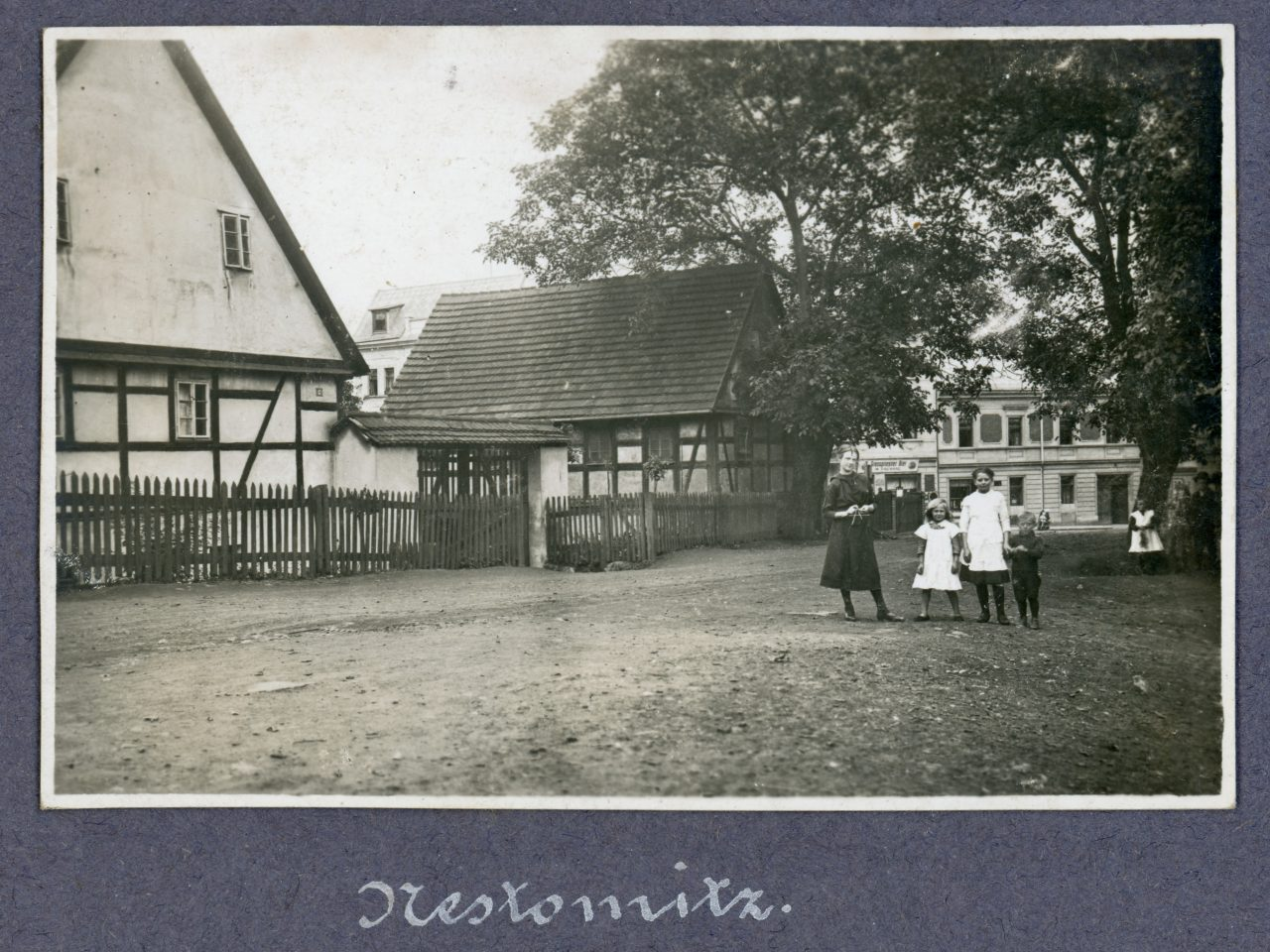
Neštěmice, před 1916, fotografie: Rudolf Jenatschke

První písemná zmínka o Neštěmicích je z roku 1188 a nachází se v listině českého knížete Bedřicha, v níž je vesnice uvedena pod názvem Neschemici. Prakticky až do konce 19. století byly Neštěmice nepříliš významnou vsí, zabývající se spíše zemědělskou činností. Teprve v důsledku postavení cukrovaru v období 1890–1893 a Solvayovy továrny na výrobu sody v letech 1905–1908 se z obce, která do roku 1894 neměla ani svou vlastní poštu, stalo význačné průmyslové centrum. Ve dvacátých a třicátých letech 20. století se v neštěmickém závodě AKO vyráběly fotografické desky, filmy a lučebniny. Rozsáhlá výstavba započatá roku 1967 podstatným způsobem změnila tvářnost obce. V roce 1980 měly Neštěmice 5150 obyvatel.
V roce 1970 Neštěmice získaly status města. K městu Ústí nad Labem byly připojeny v roce 1986.

## Obyvatelstvo
Při sčítání lidu v roce 1921 zde žilo 3 337 obyvatel (z toho 1 723 mužů), z nichž bylo 1 445 Čechoslováků, 1 817 Němců, čtyři Židé a 71 cizinců. Kromě římskokatolické většiny patřilo 153 obyvatel k evangelickým církvím, tři lidé k církvi československé, devatenáct k církvi izraelské, pět lidí k nezjišťovaným církvím a 874 lidí bylo bez vyznání. Podle sčítání lidu z roku 1930 měla vesnice 3 701 obyvatel: 1 616 Čechoslováků, 1 967 Němců, dva Židy, tři Maďary, dva příslušníky jiné národnosti a 111 cizinců. Většina se hlásila k římskokatolické církvi, ale 1 040 lidí bylo bez vyznání, 265 obyvatel bylo evangelíky, 39 jich bylo členy církve československé, dvacet církve izraelslké a jedenáct jich patřilo k nezjišťovaným církvím.
| Rok            | 1869 | 1880 | 1890 | 1900 | 1910 | 1921 | 1930 | 1950 | 1961 | 1970 | 1980 | 1991 | 2001 | 2011 |
| -------------- | ---- | ---- | ---- | ---- | ---- | ---- | ---- | ---- | ---- | ---- | ---- | ---- | ---- | ---- |
| Počet obyvatel | 377  | 527  | 924  | 2256 | 3032 | 3337 | 3701 | 2933 | 3110 | 3278 | 4344 | 8490 | 5670 | 5494 |
| Počet domů     | 58   | 71   | 92   | 148  | 184  | 220  | 289  | 327  | 296  | 311  | 340  | 388  | 355  | 424  |

## Doprava

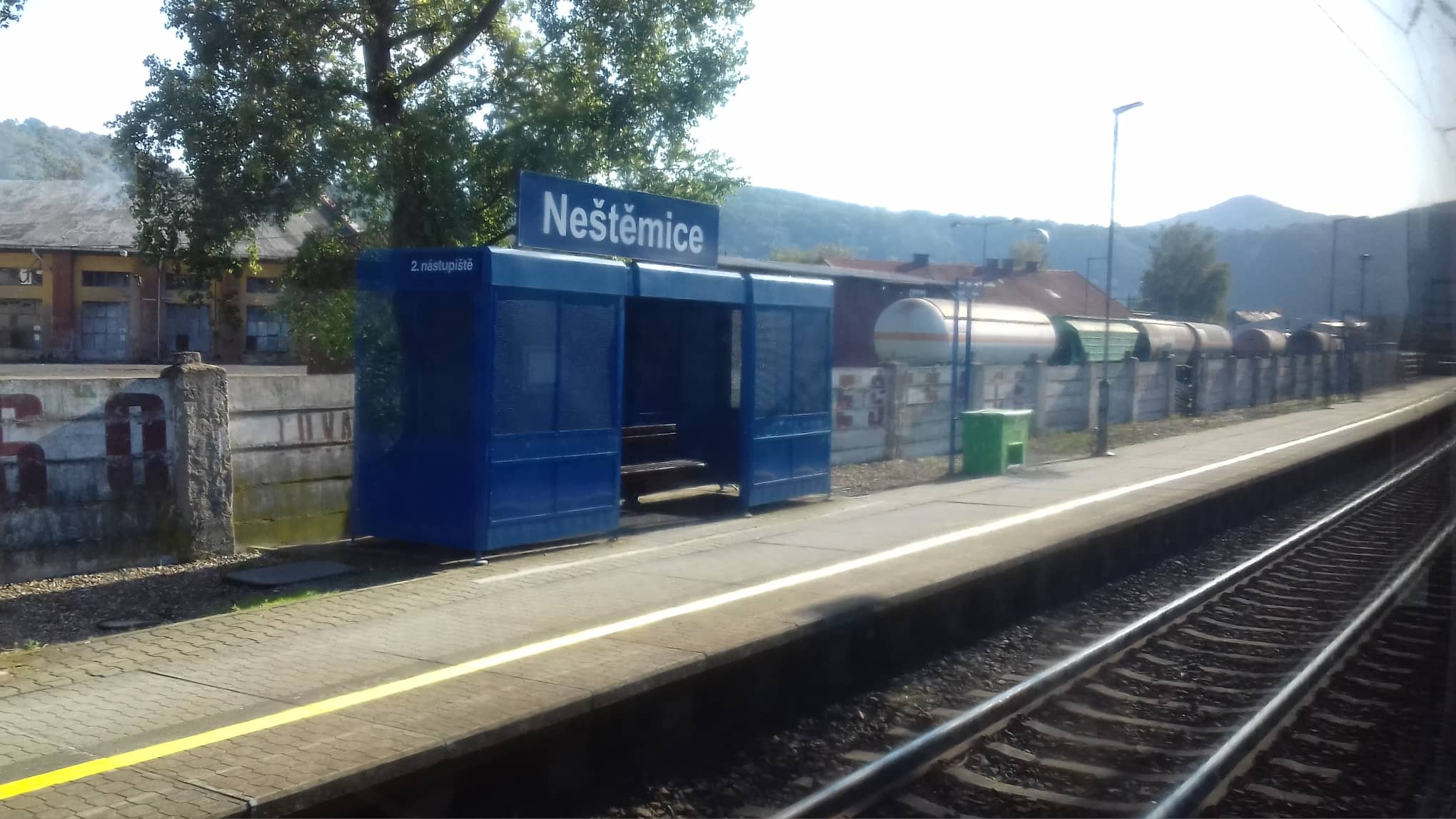
železniční zastávka v Neštěmicích

- Neštěmice jsou s centrem města Ústí nad Labem spojeny trolejbusovými linkami 51, 57 a 58, autobusovou linkou 19 a noční autubusovou linkou 41.
- V Neštěmicích se také nachází železniční zastávka.